# 阿茲特克創世說
阿茲特克人的歷史觀是由五個不同的「太陽」（也就是世界）所組成，每個太陽紀代表一個時期。
世界最初只有水，後來諸神的創造者──奧梅特奧特爾創造了自己。祂是一個雙性體，同時有男性面相的奧梅特奎特利，以及女性面相的奧梅西瓦特爾。這兩位神生有四子──分別代表四個不同顏色，即為特斯卡特利波卡、克特薩爾科瓦特爾、維齊洛波奇特利、以及希佩托特克。這四位神祇各據一方，後來更創造了天地諸神。
剛開始，北方由黑色的特斯卡特利波卡統治；西方由白色的特斯卡特利波卡，也就是克特薩爾科瓦特爾統治；南方由藍色的特斯卡特利波卡維齊洛波奇特利統治；東方由紅色的特斯卡特利波卡希佩托特克統治。之後，特斯卡特利波卡付出一隻腳為誘餌，四神合力擊敗水怪西帕克特利，創造了世界。
特斯卡特利波卡與克特薩爾科瓦特爾在四個太陽紀元裡不斷輪流主宰世界，但卻都因為彼此的妒忌與破壞，導致該太陽紀元的滅亡，也因為該次的災害而誕生了現今世界上的生物。
第一個太陽是「土太陽」，共經歷676年，由特斯卡特利波卡主宰，他派出阿茲特克巨人頂著天，撐起這個世界；眼紅的克特薩爾科瓦特爾唆使獵豹侵襲巨人並使巨人倒下，世界沒了支撐一片黑暗，而結束了這個世界紀元。
第二個太陽是「風太陽」，共經歷676年，由克特薩爾科瓦特爾主宰，他利用生命的風創建了人類，自此世界上有人的出現。敵對的特斯卡特利波卡用颱風、暴戾之風侵襲這個世界，在地上逃跑的人類跳上樹抱著樹來避免被風吹走，因此變成了猴子。世界也因此被風吹毀而結束。
第三個太陽是「火太陽」，共經歷364年，輪回特斯卡特利波卡主宰，敵對的克特薩爾科瓦特爾再度以火來侵襲這個世界，他讓世界下起了雨，且是火雨，人類四處逃竄、被火雨淋上，變成了火雞。也成為阿茲特克人日後愛吃食物的起源。世界再度被火雨毀滅。
第四個太陽是「水太陽」，共經歷312年，由克特薩爾科瓦特爾主宰，而特斯卡特利波卡再度破壞，他用洪水橫掃這個世界，地上的人被沖入洪水之中，變成了魚，世界被水淹滅而結束。
經歷四次太陽後，眾神再也無法接受兩個神祇的破壞，於是開會決定，最後選出虛榮之神Tecciztecatl跳下火堆變成太陽，但Tecciztecatl始終沒勇氣往下跳，直到一旁一位虛弱的老神明Nanahuatzin 看不下去，直接往下跳，成了第五個太陽。但原本被選上的Tecciztecatl卻不甘心，也跟著往火堆裡跳，於是世界出現了另一個太陽。
但眾神覺得世界無法同時讓兩個太陽運行，於是便拿了兔子往第二顆太陽丟，被丟到的第二顆太陽明度降低，成了月亮，風之神也決定犧牲自我永遠吹著月亮與太陽使之相對，太陽與月亮的運行自此確定。而被丟上月亮的兔子也自此後在月亮上住了下來。
也因此故事，「犧牲」、「死後獲得光榮」是阿茲特克人堅信的信念。

## 第一太陽紀
Nahui Ocelotl，意為「太陽豹」。那一期的居民是巨人類，後來，後來世界以居民為美洲豹所噬而結束。

## 第二太陽紀
Nahui Ehecatl，意為「太陽風」。那一期居民毀於暴風。

## 第三太陽紀
Nahui Quiahuitl，意為「太陽雨」那一期居民毀於火雨。

## 第四太陽紀
Nahui Atl，意為「太陽水」。那一期居民毀於洪水，並全變成魚。一對夫婦倖存了下來。

## 第五太陽紀
Nahui Ollin，意為「太陽震」。亦即現世。居民會毀於多次地震(或一次超強地震)。